# Take It Back
Take It Back — пісня гурту Pink Floyd з альбому The Division Bell.

## Учасники запису
- Девід Гілмор — гітара, вокал
- Річард Райт — клавішні
- Нік Мейсон — ударні
- Тім Ренвік — гітара
- Джон Карін — програмування
- Гай Пратт — бас
- Сем Браун, Дурга Макбрум, Керол Кеньон, Клаудія Фонтейн (бек-вокал в P•U•L•S•E) — бек-вокал